# Герб Мадриду (автономної спільноти)
Герб Мадридської автономії був прийнятий у 1983 році. У багряному полі два золоті замки з сімома п'ятипроменевими срібними зірками над ними 4:3. Клейнод — іспанська королівська корона.
Багряне поле символізує історичну Кастилію, до складу якої здавна належав Мадрид, а два замки символізують дві громади Кастилії та Мадрид як їх союз. Сім зірок походять з герба столиці, що символізує сузір'я Малої Ведмедиці, що видно з міста. П'ять точок зірок стосуються п'яти провінцій, які опосередковуються Громадою. Королівська корона символізує Мадрид як королівське місто.

## Герби Мадридської провінції
| Історія герба провінції Мадрид |                       | |
| Герб                           | Дати                  | Деталі |
|                                | 1872-1873 1874-c.1920 | Перша версія поділу Мадридської автономії та центральний щиток: - 1 «древній» Алькала-де-Енарес (потрійний замок над хвилями) - 2 Navalcarnero 'древній' (акведук) - 3 Кольменар-В'єхо 'древній' (герб, що заснований на геральдиці родини Сантільяна-Вега-Луна) - 4 Чинчон «древній» - 5 Сан-Мартін де Вальдейлесіас «древній» (Святий Мартин Турський і жебрак) - 6 Хетафе 'древній' (земна куля) - 7 Торрелагуна (вежа над хвилями) - 8 (серцевий) Мадрид «стародавній» або «сучасний». |
|                                | 1873-1874             | Під час Першої республіки геральдичну відкриту королівську корону було замінено мурованою. |
|                                | c.1920-1931           | Пізніше, за правління короля Альфонсо XIII, у третій чверті були додані «древні» герби Сан-Лоренцо де Ель Ескаріал (Габсбурги, Австрія та Лотарингія). У щиток також були додані грифон та громадянська корона, які були включені до герба Мадрида в 1859 році. «Стародавню» відкриту королівську корону замінили на іспанську королівську корону. Приклад цього герба можна побачити і сьогодні на передньому фасаді Буллрінгу в Лас-Вентасі. |
|                                | 1931-1939 роки        | Під час Другої республіки іспанську королівську корону було замінено мурованою, а також були вилучені коронети геральдичних левів Сан-Лоренцо-де-Ель-Ескоріал та Чінчон. |
|                                | 1939-1968             | У Франкістський період корона була відновлена у геральдичних левів, над водопроводом Navalcarnero був доданий жіночий бюст і мурована корона була замінена геральдичною відкритою королівською короною, як було з 1872 по 1920 рік. |
|                                | 1968-1977             | Пізніше Мадридський провінційний поділ був змінений. Лишилося п'ять судових округів, і був прийнятий новий герб з п'ятьма полями та центральним щитком: - 1 Алькала-де-Енарес (замок потрійний над хвилями) - 2 Навалкарнеро 'сучасний' (акведук) - 3 Сан-Лоренцо-де-Ель-Ескоріал «сучасний» (на сріблі решітка та герби Австрії та Франції) - 4 Колменар-В'єхо «модерн» (герб на основі символіки родини Сантільянна-Вега-Луна) - 5 Аранхуес (1-ша частина: Хрест Святого Якова, 2-га: палац над хвилями) - 6 (inescutcheon) Мадридський «древній» (насправді сучасний, оскільки в 1967 році було прибрано грифона та громадянську корону), а п'ятипроменеві зірки стали шестипроменевими за версією герба міста 1939 року. |
|                                | 1977-1983             | У 1977 р. після вступу короля Хуана Карлоса на престол геральдичну відкриту корону, застосовану режимом Франка, замінено іспанською королівською короною та була введена традиційна іберійська форма щита. |